# パワー☆プリン
『パワー☆プリン』は、2011年10月13日（12日深夜）から2013年8月31日（30日深夜）までTBSで放送されていたバラエティ番組。

## 概要
- 2011年10月13日（12日深夜）放送開始。出演者によるコントとコーナーで構成されていた。
- 番組名の略称は「パワプリ」。
- 毎年4月には、番組ロゴマークとオープニング映像がリニューアルされた。
- 2013年8月31日（30日深夜）の放送で終了した。

## 出演者
- ジャングルポケット（おたけ・斉藤慎二・太田博久）
- スパイク（小川暖奈・松浦志穂）
- チョコレートプラネット（長田庄平・松尾駿）
- 2700（八十島・ツネ）
- パンサー（向井慧・尾形貴弘・菅良太郎）
- 横澤夏子
- 田中涼子

## 過去の出演者
- 大須賀りん
- 鈴木あきえ

## コント作品

### 団体コント
数が多いため、シリーズ化された作品を記述。それ以外のコントについては放送リストを参照。
- 憧れのテレビマン
- イタいよ!レッドさん
- 言っちゃったフェアリー
- 田舎シリーズ
  - 東京から田舎の村に転校して来た子（向井）が子どもたちと鬼ごっこで遊ぼうとしてじゃんけんで鬼を決めようとするが、その田舎独自のルールに振り回される。最後はなぜか向井の父親（斉藤）が山賊のような者（菅・ツネ）に襲われてしまう。「鬼決めじゃんけん」「かくれんぼ」「かごめかごめ」など。
- 尾形大二郎
  - 尾形大二郎（尾形）がグルメリポートに挑戦するが、激辛料理やデカ盛り料理で悩まされる。
- 株式会社 ベストアンサー
  - Yahoo!知恵袋の質問のベストアンサーを出す会社「ベストアンサー」のコント。
- がんばれ!カクガリちゃん
  - 髪を角刈りにした女子高生・カクガリちゃん（横澤）が主役の高校を舞台にしたコント。
- 最後の日シリーズ
  - 4代続いた飲食店店主・鉄造（斉藤）が閉店の日にミスしたのがきっかけで皿を割る粉をかぶるなどの暴走が始まり、妻（横澤）や客（ツネ）が止めようとする。「麺鉄」「寿司鉄」「ピザ鉄」「天ぷら鉄」｢Bar鉄｣など。
- 桜海柿雪シリーズ
  - バラエティ番組｢ものまね大王決定戦｣や｢ヒルナマ｣のスペシャルゲストとして桜海柿雪（八十島）が登場し、｢一人春夏秋冬｣という曲を披露して桜海の大ファンの出演者（おたけ）は喜ぶが、司会（田中）や他の出演者（向井・長田・松浦など）は全く知らない歌手の登場に困惑する。
- 少女漫画家 早乙女美鈴
  - 擬音語ばかり使う漫画家・早乙女美鈴（松尾）のコント。
- 七福神
- シュンコとおたけ
- すももいろクローバーZ
  - お年寄りで構成されるユニット・すももいろクローバーZのライブ会場に、すももクロのファンの友人（おたけ）と一緒に向井がももクロと勘違いして来てしまう。
- だぎゃものがかり
  - いきものがかりがパロディ元のスリーピースバンド・だぎゃものかがり（向井・小川・太田）が名古屋が大好きな余りに名古屋名物やあるあるを歌にする（なお、向井と小川は名古屋出身だが太田は豊田市出身）。
- チャパネット・ラパタ
- 天才子役 松尾駿三郎
  - ドラマやCMの子役オーディションに吉岡劇団の子役・松尾駿三郎（松尾）と劇団員（斉藤・八十島・尾形）が参加する。
- 童貞サークル
- 走れ!ケンタウロス
- 呪いのDVD
- ヒーローシリーズ
  - ヒーローショー終了後、ヒーロー（尾形）が参加していた子供たち（松尾・向井）から嘲笑される。「歯のヒーロー」｢新幹線のヒーロー｣｢ピーマンのヒーロー｣｢信号のヒーロー｣など。
- 古葉古林とハッピー&スター（ハッピーサプライズ）
  - カップル（長田と松浦・ツネと横澤・向井と田中のいずれか一組）の彼氏が、彼女にサプライズで古葉古林とハッピー&スター（菅・太田・八十島・小川・おたけ）による歌のプレゼントを贈る。歌の内容が彼女をイジり倒すものだったため逆に怒らせるもの。
- やそしカンタービレ
- 妖怪まつこぞう
- 連続テレビ物語「おひたま」
- 竜ヶ崎ジョー

など

### メンバーコント
コントセットは使われず、初期はOPをイメージしたスタジオで、途中からは背景が全面白のスタジオで撮影。

### 企画
- パワプリQ&A
- 尾形インポッシブル
  - 尾形が挑むミッション（熱い風船をキャッチ、青汁を長いストローで飲むなど）にが成功するかを他のメンバーが予想し、｢成功する｣｢成功しない｣のボックスに入る。予想が外れた場合はボックス内で粉の入った風船が爆発する。
- 教えて!!パワプリ先輩
- 尾形大二郎の激辛グルメ道場 辛いもんはウマい！！
- イッツァスネマモールワールド
  - メンバー全員とゲスト1名が、ゲームに挑戦する。失敗した場合脛を強打させられる罰ゲームがある。タイトルはディズニーランドのアトラクション「イッツ・ア・スモールワールド」のもじり。
  - 行われるゲームは以下の通り。
ショートフレーズシンキング
テーマに沿った曲の歌詞の一部を答える。全員正解するとクリア。1人でも不正解だと罰ゲーム。
カミカミワードチャレンジ
「赤坂サカス」などの噛んでしまいやすい言葉を1人ずつ言っていく。1人でも噛むと罰ゲーム。
- 尾形大二郎の芸能界最強激辛王への道
  - 人気料理店の激辛料理を「笑顔で食べる」「おいしさをうまく例える」「早く食べる」という3つのポイントで、尾形が激辛料理好きの芸能人と対決する。
- チューボータイム（チキン）レース
  - レストランで自分が注文した料理が完成するまでの時間を予想し、実際に完成した時間との誤差で競う。誤差が一番大きかった人が全員分の代金を自腹で支払う。予想した時間と完成した時間が一致した場合は賞金10万円。厨房と中坊をかけて、メンバーは中学時代に所属していた部活動の服装になっている。
- 体で覚える漢字 少辞林寺
  - 漢字拳法を修行する寺という設定のコーナー。漢字マスター（明治大学政治経済学部卒の向井）が出題する漢字の書き取り問題に間違えると、その漢字に関する罰ゲームを受ける。

### 特別企画
- 調子に乗っているパワプリメンバーをお仕置き
  - 番組の収録中に先輩芸人が乱入し、調子に乗っているメンバーに顔面パイ投げのお仕置きをする。
- パワプリ沖縄上陸スペシャル
  - 2012年の第4回沖縄国際映画祭にパワプリメンバーが参加。
- 尾形が地元仙台で始球式　
  - 日本製紙クリネックススタジアムでのプロ野球の試合の始球式に尾形が挑戦する様子を見守る。
- 富士急ハイランドで絶叫大喜利バトル
- ホテル パワー☆プリン
  - VIPゲストをパワプリメンバーの自宅に宿泊させる企画。
- パワプリ バトルロワイヤル　
  - 2013年の沖縄国際映画祭に2度目の参加。コンビで対決して1位になれなかったメンバーは沖縄から東京へ戻る交通費を自腹にされる。
- 映画「クロユリ団地」真夜中の孤独鑑賞会　
  - ホラー映画「クロユリ団地」を1人で怖がらずに見られるかを競う。
- パンサー菅 LiLiCoを彼女にする計画

### 放送リスト
| 2011年 | 2011年   | 2011年                                                                                                   | 2011年                                   | 2011年 | 2011年                    |
| 回     | 放送日   | コント                                                                                                   | 企画・コーナー                           | ゲスト | 備考                      |
| ------ | -------- | --- | ---------------------------------------- | ------ | ------------------------- |
| 1      | 10月13日 | 質屋 宝塚漫才 妖怪まつこぞう                                                                             | ヤソジーのファンタスティックゲームSHOW！ |        |                           |
| 2      | 10月20日 | キリンスマッシュorレシーブ 「寿司鉄」最後の日 やそしカンタービレ 幽霊                                    |                                          |        |                           |
| 3      | 10月27日 | 女相撲部 記憶喪失 けっぱれ！味三 福引き                                                                  | パワ☆プリ Q＆A                           |        |                           |
| 4      | 11月3日  | 宇宙海賊カブラ 妖怪まつこぞう 雪山 キリンスマッシュorレシーブ                                            | パワ☆プリ Q＆A                           |        |                           |
| 5      | 11月10日 | 「麺鉄」最後の日 言っちゃったフェアリー                                                                  | パワ☆プリ Q＆A                           |        |                           |
| 6      | 11月17日 | ランプの魔人 走れ！ケンタウロス 熱血！！見回り先生 音楽の時間                                            | パワ☆プリ Q＆A                           |        | 1時間25分遅延 (2:20-2:50) |
| 7      | 11月24日 | 娘さんの・・・を僕に下さい デッドorアライブ ～表か裏か～ 魔性の男 天草四郎 大人じゃない？                | パワ☆プリ Q＆A                           |        | 10分遅延 (1:05-1:35)      |
| 8      | 12月1日  | 狂言師 長泉庄彌 やそしカンタービレ「君に届け」 天才犯罪者 熱血！尾形監督                                 |                                          |        |                           |
| 9      | 12月8日  | 生まれる なまはげ 正義とヒール 町工場                                                                    |                                          |        | 30分遅延 （1:25-1:55)     |
| 10     | 12月15日 | 父さん 俺はやってない！！ 断崖絶壁！！手を離せ！！ ハリウッド帰りの男 試合の後                           |                                          |        |                           |
| 11     | 12月22日 | ミムロックinバーガーショップ サンタが家にやってきた！ 娘さんを僕に下さい 公証人・早井瞬 うたのおねえさん |                                          |        |                           |

| 2012年 | 2012年   | 2012年 | 2012年                                                                             | 2012年                                                      | 2012年                                      |
| 回     | 放送日   | コント | 企画・コーナー                                                                     | ゲスト                                                      | 備考                                        |
| ------ | -------- | --- | ---------------------------------------------------------------------------------- | ----------------------------------------------------------- | ------------------------------------------- |
| 12     | 1月5日   | 妖怪まつこぞう 伝説の戦闘員 杉下四郎 走れ！ケンタウロス アナザーストーリー ミムロック アナザーストーリー やそしカンタービレ「僕らのお正月」 | パワプリキャラ図鑑 オフショット集 開運 八十島神社                                  | 木下優樹菜 平愛梨 内山理名                                  | わくわくプルルン1時間スペシャル (0:05-1:05) |
| 13     | 1月12日  | 言っちゃったフェアリー つり堀の人魚 産まれる メイドのなっちゃん レロレロ                                                                    |                                                                                    |                                                             |                                             |
| 14     | 1月19日  | ファット・ザ・ブートキャンプ レインボーレンジャー 少女漫画家「早乙女美鈴」 「ピザ鉄」最期の日                                               |                                                                                    |                                                             |                                             |
| 15     | 1月26日  | オレはスリだぜぇ ファッションセンター「田吾沼一O八」 やそしカンタービレ「君に伝えたい事」 童貞サークル 天使                                 |                                                                                    |                                                             |                                             |
| 16     | 2月2日   | がんばれ！八十島さん一家 シルクハットの紳士と少年ニコル 走れ！ケンタウロス くノ一                                                           | 緊急企画 調子にのっているパワプリメンバーをお仕置き！！                            | 河本準一（次長課長） ケンドーコバヤシ                       |                                             |
| 17     | 2月9日   | 命をかけた大博打～半か丁か～ さいとう電機社長 オレはスリだぜぇ♪ 築地のうまいラーメン屋                                                      | 緊急企画 調子にのっているパワプリメンバーをお仕置き！！                            | 河本準一（次長課長） ケンドーコバヤシ                       |                                             |
| 18     | 2月16日  | 不死身のスタントマン「ゾンビ師匠」 留学生マン君 元気が売りの店                                                                              | 緊急企画 調子にのっているパワプリメンバーをお仕置き！！                            | 河本準一（次長課長） ケンドーコバヤシ                       |                                             |
| 19     | 2月23日  | 名物 音頭よさこい饅頭 ジュンコとおたけ 涙の卒業式 進路指導                                                                                  |                                                                                    |                                                             |                                             |
| 19     | 3月1日   | 消火栓の秘密 取調室GIGS 禁じられた鬼の遊び 早乙女美鈴先生が行く お局OL                                                                      |                                                                                    |                                                             | 56分遅延 （1:51-2:21)                       |
| 20     | 3月8日   | 童貞サークルの春 イタいよ！！レッドさん | 教えて！！パワプリ先輩                                                             | FUJIWARA                                                    |                                             |
| 21     | 3月15日  | シュンコとおたけ 魔女 お友達紹介 | 教えて！！パワプリ先輩                                                             | FUJIWARA                                                    |                                             |
| 22     | 3月22日  | 「娘喫茶」～パパ大好き～ 走れ！！ケンタウロス やそしカンタービレ「春がきたのでございます」 甲子園に棲む魔物 ナイフ                          |                                                                                    |                                                             |                                             |
| 23     | 3月29日  | 七福神 シュンコとおたけ 「天ぷら鉄」最期の日 舞妓はん漫才                                                                                   |                                                                                    |                                                             |                                             |
| 24     | 4月5日   | 竜ヶ崎ジョーダンススクール 尾形大二郎 おいしん坊！いらっしゃい カメに負けたウサギ ジュテームしほこ                                          |                                                                                    |                                                             |                                             |
| 25     | 4月12日  | 竜ヶ崎ジョーダンススクール パワプリ昔ばなし 月のうさぎ 娘さんの…ください アホポリス                                                         |                                                                                    |                                                             | 30分遅延 （1:25-1:55)                       |
| 26     | 4月19日  | | パワプリ沖縄上陸スペシャル                                                         | 山崎邦正 藤森慎吾（オリエンタルラジオ）                     |                                             |
| 27     | 4月26日  | | パワプリ沖縄上陸スペシャル パワプリ人気コント大放出SP                              | ケンドーコバヤシ ゴリ(ガレッジセール） 河本準一（次長課長） |                                             |
| 28     | 5月3日   | 言っちゃったフェアリー イタいよ！！レッドさん シュンコとおたけ お祭りシスターズ                                                             | 教えて！！パワプリ先輩                                                             | 中川家                                                      |                                             |
| 29     | 5月10日  | 尾形大二郎 おいしん坊！いらっしゃい 天才子役 松尾駿三郎 お墓参り 童貞サークル                                                               | 教えて！！パワプリ先輩                                                             | 中川家                                                      |                                             |
| 30     | 5月17日  | 猫カフェ 鬼決めジャンケン 竜ヶ崎ジョー ダンススクール メダル                                                                                | 教えて！！パワプリ先輩                                                             | 中川家                                                      |                                             |
| 31     | 5月24日  | ヌルっといきましょう シュンコとおたけ 恋のキューピッド 無人島 大人を信じられなくなった君へ                                                  |                                                                                    |                                                             | 35分遅延 （1:30-2:00)                       |
| 32     | 5月31日  | シュンコとおたけ 竜ヶ崎ジョーダンススクール                                                                                                 | 教えて！！パワプリ先輩 レッドがDVD販売戦略を提案                                   |                                                             |                                             |
| 33     | 6月7日   | こんな歌知ってるか？ 七福神 | 2700がドラマ初出演 「パパドル!」の現場に潜入！                                     | 錦戸亮（関ジャニ∞）                                         | 40分遅延 （1:35-2:05)                       |
| 34     | 6月28日  | ハッピーサプライズ 天才子役 松尾駿三郎 シュンコとおたけ 走れ！！ケンタウロス                                                                | 教えて！！パワプリ先輩 尾形インポッシブル 尾形大二郎 「大七味祭り」への道          | COWCOW                                                      | 汗と笑いの1時間スペシャル！！ (1:00-2:00)   |
| 35     | 7月5日   | うらめしや 高校野球 尾形大二郎 おいしん坊！いらっしゃい                                                                                     | 尾形インポッシブル 尾形大二郎×ゴーゴーカレー                                       |                                                             |                                             |
| 36     | 7月12日  | 尾形大二郎 おいしん坊！いらっしゃい プリクラの真実                                                                                          | 教えて！！パワプリ先輩 尾形大二郎 「大七味祭り」                                   | COWCOW                                                      |                                             |
| 37     | 7月19日  | ハッピーサプライズ 歯のヒーロー シェフを呼んで下さい うらめしや                                                                             | 教えて！！パワプリ先輩 尾形大二郎 「大七味祭り」                                   | COWCOW                                                      |                                             |
| 38     | 7月26日  | ハッピーサプライズ 天才子役 松尾駿三郎 ハミられ騎士マカロン                                                                                 | 教えて！！パワプリ先輩 尾形インポッシブル                                          | COWCOW                                                      |                                             |
| 39     | 8月2日   | 呪いのDVD 燃えよカンフー 怒りの塔 ハッピーサプライズ                                                                                        | BEACH HOUSE REACHでスペシャルイベント 尾形インポッシブル                           |                                                             |                                             |
| 40     | 8月9日   | 童貞サークル シュンコとおたけ 海猿入隊 イタいよ！！レッドさん                                                                               | 尾形インポッシブル                                                                 |                                                             |                                             |
| 41     | 8月16日  | ベテラン照明テル＆ミツ 信号のヒーロー 古葉古林とハッピースター                                                                              | 尾形インポッシブル                                                                 |                                                             | 14分先行 （0:41-1:11)                       |
| 42     | 8月23日  | 熱血！！ゆれ八先生 ベテラン照明テル＆ミツ 古葉古林とハッピースター                                                                          | 尾形インポッシブル 尾形が故郷・仙台で始球式！                                      |                                                             |                                             |
| 43     | 8月30日  | | 第1回 パワー☆プリン コントキャラクター 大総選挙                                    |                                                             |                                             |
| 44     | 9月6日   | 天才子役 松尾駿三郎 イタいよ！！レッドさん アロハオエシスターズ 古葉古林とハッピースター                                                    | 尾形インポッシブル                                                                 |                                                             |                                             |
| 45     | 9月13日  | 生徒会長 松尾学 尾形大二郎 おいしん坊！いらっしゃい 告白                                                                                    | 尾形インポッシブル                                                                 |                                                             |                                             |
| 46     | 9月20日  | DJシンディー 童貞サークル シュンコとおたけ 忙しい人                                                                                         | 尾形インポッシブル 映画「ベルセルク黄金時代篇III」声優オーディション               |                                                             |                                             |
| 47     | 9月27日  | 空気よめ騎士マカロン シュンコとおたけ 童貞サークル 熱血！！ゆれ八先生                                                                       | 尾形インポッシブル                                                                 |                                                             | 9分遅延 (1:04-1:34)                         |
| 48     | 10月4日  | やめとけ小坊主松念 バイトの店長 働くヒーロー竜ヶ崎ジョー                                                                                    | 尾形インポッシブル                                                                 |                                                             |                                             |
| 49     | 10月11日 | 言っちゃったフェアリー チャパネット・ラパタ 親父が死んだ                                                                                    | 尾形インポッシブル                                                                 |                                                             |                                             |
| 50     | 10月18日 | 童貞サークル 言っちゃったフェアリー 太ももの外側                                                                                            | 尾形大二郎の激辛グルメ道場 辛いもんはウマい！！                                    |                                                             |                                             |
| 51     | 10月25日 | チャパネット・ラパタ シュンコとおたけ | 尾形大二郎の激辛グルメ道場 辛いもんはウマい！！                                    |                                                             |                                             |
| 52     | 11月1日  | やそしカンタービレ アロハオエシスターズ 童貞サークルの主張 天才子役 松尾駿三郎                                                              | 尾形大二郎の激辛グルメ道場 辛いもんはウマい！！                                    |                                                             |                                             |
| 53     | 11月8日  | だぎゃものがかり チャパネットラパタ ピーマンのヒーロー                                                                                      | イッツァスネマモールワールド                                                       |                                                             |                                             |
| 54     | 11月15日 | 西野カナーズ 熱血！！ゆれ八先生 | 尾形大二郎の激辛グルメ道場 辛いもんはウマい！！                                    |                                                             | 4分遅延 （0:59-1:29)                        |
| 55     | 11月22日 | 鬼退治 だぎゃものがかり | イッツァスネマモールワールド                                                       |                                                             |                                             |
| 56     | 11月22日 | 鬼退治 だぎゃものがかり | イッツァスネマモールワールド                                                       |                                                             | 30分遅延 （1:25-1:55)                       |
| 57     | 11月29日 | 空気よめ騎士マカロン 童貞サークル | 尾形大二郎の激辛グルメ道場 辛いもんはウマい！！                                    |                                                             | 30分遅延 （1:25-1:55)                       |
| 58     | 12月6日  | 天才子役 松尾駿三郎 働くヒーロー竜ヶ崎ジョー                                                                                                | イッツァスネマモールワールド                                                       |                                                             |                                             |
| 59     | 12月13日 | かごめかごめ 働くヒーロー竜ヶ崎ジョー ベテラン照明テル＆ミツ                                                                                | 尾形大二郎の激辛グルメ道場 辛いもんはウマい！！                                    | Juliet                                                      | 4分遅延 （0:59-1:29)                        |
| 60     | 12月20日 | だぎゃものがかり やそしカンタービレ「DVD発売の歌」                                                                                          | イッツァスネマモールワールド 尾形大二郎の激辛グルメ道場 辛いもんはウマい！！in大阪 |                                                             |                                             |

| 2013年 | 2013年  | 2013年                                                                                          | 2013年                                                                 | 2013年                                                    | 2013年                                                   |
| 回     | 放送日  | コント                                                                                          | 企画・コーナー                                                         | ゲスト                                                    | 備考                                                     |
| ------ | ------- | ----------------------------------------------------------------------------------------------- | ---------------------------------------------------------------------- | --------------------------------------------------------- | -------------------------------------------------------- |
| 61     | 1月10日 | 授業参観 やそしカンタービレ「ダウンジャケットの秘密」 パワプリ昔ばなし 表現違くない？           | イッツァスネマモールワールド                                           | 岡本玲                                                    |                                                          |
| 62     | 1月17日 | 大きくなったら 童貞サークルの主張                                                               | 尾形大二郎の激辛グルメ道場 辛いもんはウマい！！                        | 丸高愛実                                                  |                                                          |
| 63     | 1月24日 | だるまさんがころんだ プロボクサー タイガー尾形                                                  | パワ☆プリ絶叫大喜利バトル                                              | パンクブーブー                                            |                                                          |
| 64     | 1月31日 | ヒーローが通う変身ベルトショップ ヒゲすぎるマスター                                             | パワ☆プリ絶叫大喜利バトル ベルセルク 黄金時代篇III 降臨 完成披露試写会 | パンクブーブー                                            | 15分遅延（1:10-1:40)                                     |
| 65     | 2月7日  | セールス勧誘お断り 新幹線のヒーロー                                                             | パワ☆プリ絶叫大喜利バトル                                              | パンクブーブー                                            |                                                          |
| 66     | 2月14日 | 解散寸前バンド シュンコとおたけ                                                                 | イッツァ スネマモール ワールド                                         | 芹那                                                      |                                                          |
| 67     | 2月21日 | だぎゃものがかり 店長を呼んでください                                                           | イッツァ スネマモール ワールド                                         | 坂口杏里                                                  |                                                          |
| 68     | 2月28日 |                                                                                                 | ホテル パワー★プリン                                                   | D-LITE（BIGBANG）                                         | 30分遅延 （1:25-1:55)                                    |
| 68     | 3月7日  | 童貞サークル 砂かけババア                                                                       | ホテル パワー★プリン                                                   | D-LITE（BIGBANG）                                         | 30分遅延 （1:25-1:55)                                    |
| 69     | 3月14日 | 日本一周！ガンバレ太田 熱血！！ゆれ八先生 私が作りました                                        | 尾形大二郎 芸能界 最強激辛王への道                                     | 遠野なぎこ                                                | 30分遅延 （1:25-1:55)                                    |
| 70     | 3月21日 | 桃太郎と仲間たち 救命講習会                                                                     | 尾形大二郎 芸能界 最強激辛王への道                                     | 武蔵                                                      | 30分遅延 （1:25-1:55)                                    |
| 71     | 3月28日 | 砂かけババア だぎゃものがかり 少女漫画家 早乙女美鈴 桃太郎と仲間たち                            |                                                                        |                                                           |                                                          |
| 72     | 4月4日  |                                                                                                 | パワプリ好き芸能人のベストセレクション                                 | 城田優 IMALU つるの剛士 安田美沙子 LiLiCo                 | 基本放送時間が木曜0:58-1:28に変更。 5分遅延 （1:03-1:33) |
| 73     | 4月11日 |                                                                                                 | パワプリバトルロワイヤル                                               | 成宮寛貴 前田敦子                                         | 5分遅延（1:03-1:33)                                      |
| 74     | 4月18日 |                                                                                                 | パワプリバトルロワイヤル                                               | 品川祐（品川庄司） 河本準一（次長課長） FUJIWARA ダイノジ | 5分遅延 （1:03-1:33)                                     |
| 75     | 4月25日 | ベストアンサー 宇宙海賊カブラ 戦場の最前線にて… なんか良い事言いそうなマスター バイク便         |                                                                        |                                                           |                                                          |
| 76     | 5月2日  | 株式会社ベストアンサー すももいろクローバーZ 涙の鉄道オタク 激撮！水戸黄門24時 憧れのテレビマン |                                                                        |                                                           | 1分遅延 （0:59-1:29)                                     |
| 77     | 5月9日  | 憧れのテレビマン 新しいクラスメイト 童貞サークル 細かすぎる担当医 連続ドラマ物語「おひたま」    |                                                                        |                                                           | 16分遅延 （1:14-1:44)                                    |
| 78     | 5月16日 |                                                                                                 | チューボーチキンレース                                                 | クリス松村                                                |                                                          |
| 79     | 5月23日 | ものまね大王決定戦 COMOCO’Sキッチン ヒーローの現実                                              | 映画「クロユリ団地」真夜中の孤独鑑賞会我慢バトル                       | NON STYLE                                                 |                                                          |
| 80     | 5月30日 | 鬼ごっこ                                                                                        | パンサー菅 LiLiCoを彼女にする計画                                      | 坂口杏里 LiLiCo                                           | 10分遅延 （1:08-1:38)                                    |
| 81     | 6月6日  | 株式会社ベストアンサー 伝説の歌姫 今日のゲストは… かぱちゃん                                    |                                                                        |                                                           | 1分遅延 （0:59-1:29)                                     |
| 82     | 6月13日 | シュンコとおたけ［ビギンズ］ 取り調べ女子 告知に来てくれました                                  | 体で覚える漢字 少辞林寺                                                | 山田菜々（NMB48） 小笠原茉由（NMB48）                     | 1分遅延 （0:59-1:29)                                     |
| 83     | 6月20日 | お見舞い Bar鉄～最後の日～ すももいろクローバーZ                                                | 体で覚える漢字 少辞林寺                                                |                                                           | 1分遅延 （0:59-1:29)                                     |
| 84     | 6月27日 | 憧れのテレビマン                                                                                | チューボータイムレース                                                 | 森崎友紀 MEGUMI                                           | 47分遅延 （1:45-2:15)                                    |
| 85     | 7月6日  | ハイテクノロジー病院                                                                            | チューボータイムレース                                                 | 森崎友紀 MEGUMI                                           | 基本放送時間が土曜1:25-1:55に変更。                      |
| 86     | 7月13日 | 熱血！！ゆれ八先生 七福神のイジられキャラ 株式会社ベストアンサー                                | 体で覚える漢字 少辞林寺                                                |                                                           |                                                          |
| 87     | 7月20日 | おにいさんといっしょ がんばれ！カクガリちゃん 憧れのテレビマン                                  | 体で覚える漢字 少辞林寺                                                |                                                           |                                                          |
| 88     | 7月27日 | COMOCO’Sマッサージ 歯車を回す3人 ソムリエ田崎慎二                                               | 体で覚える漢字 少辞林寺                                                | 山田親太朗                                                |                                                          |
| 89     | 8月3日  | がんばれ！カクガリちゃん 披露宴のスペシャルゲスト 携帯ショップ女子                              | 体で覚える漢字 少辞林寺                                                | 山田親太朗                                                |                                                          |
| 90     | 8月10日 | 連続ドラマ物語「おひたま」 ヒルナマ 今日のゲストは…                                             | 体で覚える漢字 少辞林寺                                                |                                                           |                                                          |
| 91     | 8月24日 | メルヘンランドのメルヘン君 シュンコとおたけ お笑いタレントオーディション だぎゃものがかり       |                                                                        |                                                           |                                                          |
| 92     | 8月31日 | かくれんぼ 童貞サークル 尾形大二郎 やそしカンタービレ「最後の歌」                               |                                                                        |                                                           |                                                          |

## DVD
- 全てよしもとアール・アンド・シーからの発売。

| 発売日         | タイトル                                         | 収録内容 |
| -------------- | ------------------------------------------------ | --- |
| 2012年6月27日  | パワー☆プリン DVD vol.1                          | ぐいぐいキテるパワー編 - 妖怪まつこぞう - 言っちゃったフェアリー - 娘さんの…をください - 走れ! ケンタウロス - ランプの魔人 - サンタが家にやってきた まだまだイケちゃうプリン編 - 童貞サークル - 「麺鉄」最後の日 - 天才犯罪者 カンニバル - 雪山 - なまはげ やそしカンタービレ - いいかんじの歌 - 君に届け - 君に伝えたい事 特典映像 - DVDでしか見られない未公開コント 確認マネージャー 山田さん - 初代オープニング映像 |
| 2012年12月6日  | パワー☆プリンDVD vol.2                           | - 竜ヶ崎ジョーダンススクール - 少女漫画家「早乙女美鈴」 - やそしカンタービレ「願い~うるう年ver. ~」 - シュンコとおたけ カフェでランチ編 - 童貞サークルの春 - レインボーレンジャー - 断崖絶壁!! 手を離せ!! - おれはスリだぜぇ♪ - イタいよ! レッドさん - やそしカンタービレ「春がきたのでございます」 - クイズ王一家 - おいしん坊! いらっしゃい - 甲子園の魔物 - ファッションセンター「田吾沼一〇八」 - 産まれる - 父さん 俺はやってない!! - 言っちゃったフェアリー 涙の卒業式編 - おれはスリだぜぇ♪♪ - 「寿司鉄」最後の日 - 月のうさぎ - 魔女 特典映像 - パンサー尾形貴弘ミニドッキリ集 - 初代オープニング みんなで歌っちゃったver. |
| 2013年8月28日  | パワー☆プリン DVD vol.3                          | 前編 かごめかごめ - プリクラの真実 - 歯のヒーロー - 大きくなったら - ヒーローが通う変身ベルトショップ - ハッピーサプライズ - シュンコとおたけ 海猿入隊 - ヒゲすぎるマスター - 童貞サークル - 桃太郎と仲間たち 後編 - だぎゃものがかり - 天才子役松尾駿三郎 - 株式会社ベストアンサー - 授業参観 - 解散寸前バンド - ベテラン照明テル&ミツ - 空気よめ騎士マカロン - 憧れのテレビマン - バイク便 特典映像 - 教えてパワプリ先輩 未公開集 - お父さんはプロレスラー - ものまね大王決定戦 |
| 2013年12月18日 | パワー☆プリン THE Premium ~未公開 マボロシ DISC~ | プレミアム編 - 信号のヒーロー(尾形貴弘・松尾駿・向井慧) - 桃太郎と仲間たち - 取り調べ女子 - シュンコとおたけ【ビギンズ】(武山浩三・松尾駿) - 少女漫画家 早乙女美鈴 - 披露宴のスペシャルゲスト - 尾形大二郎 - かくれんぼ - メルヘンランドのメルヘン君 - 童貞サークル(斉藤慎二・長田庄平・向井慧) ベストセレクション編 - 浦島太郎外伝 - 宇宙海賊カブラ - 砂かけばばあ - メイドのなっちゃん(ツネ・横澤夏子) - アロハオエシスターズ(スパイク) - COMOCO'Sマッサージ - ヒルナマ - だぎゃものがかり - シュンコとおたけ【私おネェよ! 】(武山浩三・松尾駿) - やそしカンタービレ(八十島弘行) マボロシ編 - 解散寸前ダンスチーム - 横澤美術館 - ヤソシモンド☆タノシ - ベテラン照明 テル&ミツ(チョコレートプラネット) - ヤンキーバカップル 特典映像 - 桜海柿雪 メッセージ映像 - 桜海柿雪 初稽古(八十島弘行・武山浩三) - COMOCO'Sマッサージ NGシーン - やそしカンタービレ 未公開曲(八十島弘行・武山浩三) （タイトル横に括弧のあるものはコメンタリーVer付き。括弧内はコメンタリー出演者） |

## ネット局
| 放送対象地域   | 放送局            | 系列    | 放送期間                       | 放送日時 | 遅れ日数 |
| -------------- | ----------------- | ------- | ------------------------------ | --- | -------- |
| 関東広域圏     | TBSテレビ（TBS）  | TBS系列 | 2011年10月13日 - 2013年8月31日 | 開始当初 - 2013年3月 木曜 0時55分 - 1時25分（水曜深夜） 2013年4月 - 6月 木曜 0時58分 - 1時28分（水曜深夜） 2013年7月5日 - 最終回 土曜 1時25分 - 1時55分（金曜深夜） | 制作局   |
| 宮城県         | 東北放送（TBC）   | TBS系列 | 2012年4月6日 - 2013年9月13日   | 金曜 1時15分 - 1時45分（木曜深夜） | 13日遅れ |
| 長野県         | 信越放送（SBC）   | TBS系列 | 2012年4月9日 -                 | 水曜 0時58分 - 1時28分（火曜深夜） | 46日遅れ |
| 沖縄県         | 琉球放送（RBC）   | TBS系列 | 2012年4月13日 - 2013年9月27日  | 金曜 0時58分 - 1時28分（木曜深夜） | 27日遅れ |
| 青森県         | 青森テレビ（ATV） | TBS系列 | 2012年4月17日 - 2013年9月20日  | 金曜 0時33分 - 1時03分（木曜深夜） | 20日遅れ |
| 石川県         | 北陸放送（MRO）   | TBS系列 | 2012年4月18日 -                | 木曜 1時35分 - 2時05分（水曜深夜） | 70日遅れ |
| 近畿広域圏     | 毎日放送（MBS）   | TBS系列 | 2012年10月3日 - 2013年9月4日   | 水曜 1時59分 - 2時29分（火曜深夜） | 4日遅れ  |
| 岡山県・香川県 | 山陽放送（RSK）   | TBS系列 | 2012年10月5日 - 2013年9月13日  | 金曜 1時23分 - 1時53分（木曜深夜） | 13日遅れ |
| 北海道         | 北海道放送（HBC） | TBS系列 | 2013年4月2日 - 10月1日         | 火曜 1時59分 - 2時29分（月曜深夜） | 31日遅れ |

## スタッフ
- 総合演出：白岩久弥
- 演出：佐々木聡（以前はディレクター）
- ディレクター：新谷洋介、才藤仁、梶山飛博
- AD：大輪真也、神野友里、飯田亮太、半田修一
- 構成：堀江B面、遠藤敬、野々村友紀子、堀江利幸、伊部譲二、大塚智仁、ゴージャス村上、たぐちプラス、桝本壮志、松本智子、塚本翔太
- SW：山口善弘
- カメラ：藤本裕武、遠山康之、袖垣竜也、大尾庸介、小林孝至
- 音声：山崎勝彦
- VE：柴田康司
- 照明：古谷美明
- 編集：門馬卓哉
- MA：小野寺淳
- 音効：宮本大生
- ナレーター：チャド・マレーン
- 美術：吉田敬
- デザイン：内山真理子
- 美術進行：椛田学
- アクリル装飾：石橋誉礼
- 装飾：菊地誠
- 電飾：平野寛
- 持道具：西岡希実
- 衣装：山田斉
- メイク：大友麻衣子
- 床山：泉水貴光
- オープニング：ステレオテニス、AC部
- 技術協力：ブロードマックス、 ハートス、Trash、戯音工房、浜町スタジオ、麻布プラザ、OMNIBUS JAPAN
- 美術協力：フジアール
- 編成：岸田大輔
- 宣伝：眞鍋武
- 協力プロデューサー：伊藤合、菊井徳明
- マネジメントP：渡辺英樹
- 協力スタッフ：島田武蔵
- 制作協力：セドナ・ブラザーズ・プロダクション
- 制作：KYORAKU吉本ホールディングス、吉本興業
- AP：斎藤隆行、松生藍
- プロデューサー：高橋智大（TBS）、中村聡太（よしもとクリエイティブ・エージェンシー）、奥井剛平（KYORAKU吉本ホールディングス）
- エグゼクティブP：安田淳（TBS、以前はチーフプロデューサー→制作プロデューサー）
- 製作著作：TBS

### 過去のスタッフ
- ディレクター：近藤貴浩、岩津匡洋／高橋純
- AD：高本将太、岩崎陽介
- 構成：松本真一、森、デーブ八坂、今井太郎、小杉四駆郎、永井ふわふわ、長谷川優
- MA：高橋友樹
- ナレーター：小谷津可奈（北京ダックス）、佐藤洋平
- メイク：大高理絵
- 特殊美術：葉山義幸
- 技術協力：CCFACTORY
- 編成：宮尾毅
- マネジメントP：金原将公
- 協力スタッフ：天野貴之、佐瀬博久
- AP：高畑正和、佐々木春陽
- プロデューサー：山田貢（よしもとクリエイティブ・エージェンシー）、仲良平（KYORAKU吉本ホールディングス）